# هيلغا فرنك
هيلغا فرنك (بالألمانية: Helga Franck)‏ هي ممثلة ألمانية، ولدت في 1933 في لوبيك في ألمانيا، وتوفيت في 1 فبراير 1963 في ميونخ في ألمانيا.

## وصلات خارجية
- هيلغا فرنك على موقع IMDb (الإنجليزية)
- هيلغا فرنك على موقع ألو سيني (الفرنسية)
- هيلغا فرنك على موقع قاعدة بيانات الفيلم (الإنجليزية)
- هيلغا فرنك على موقع كينوبويسك (الروسية)